# Буссемахер, Иоганн

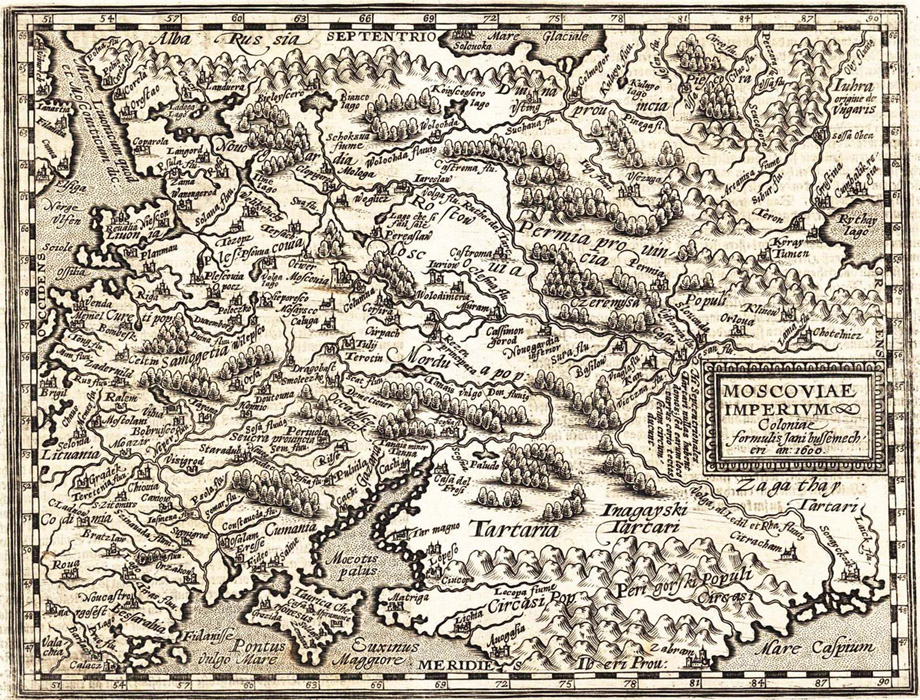
Карта Московского государства. 1600 г.

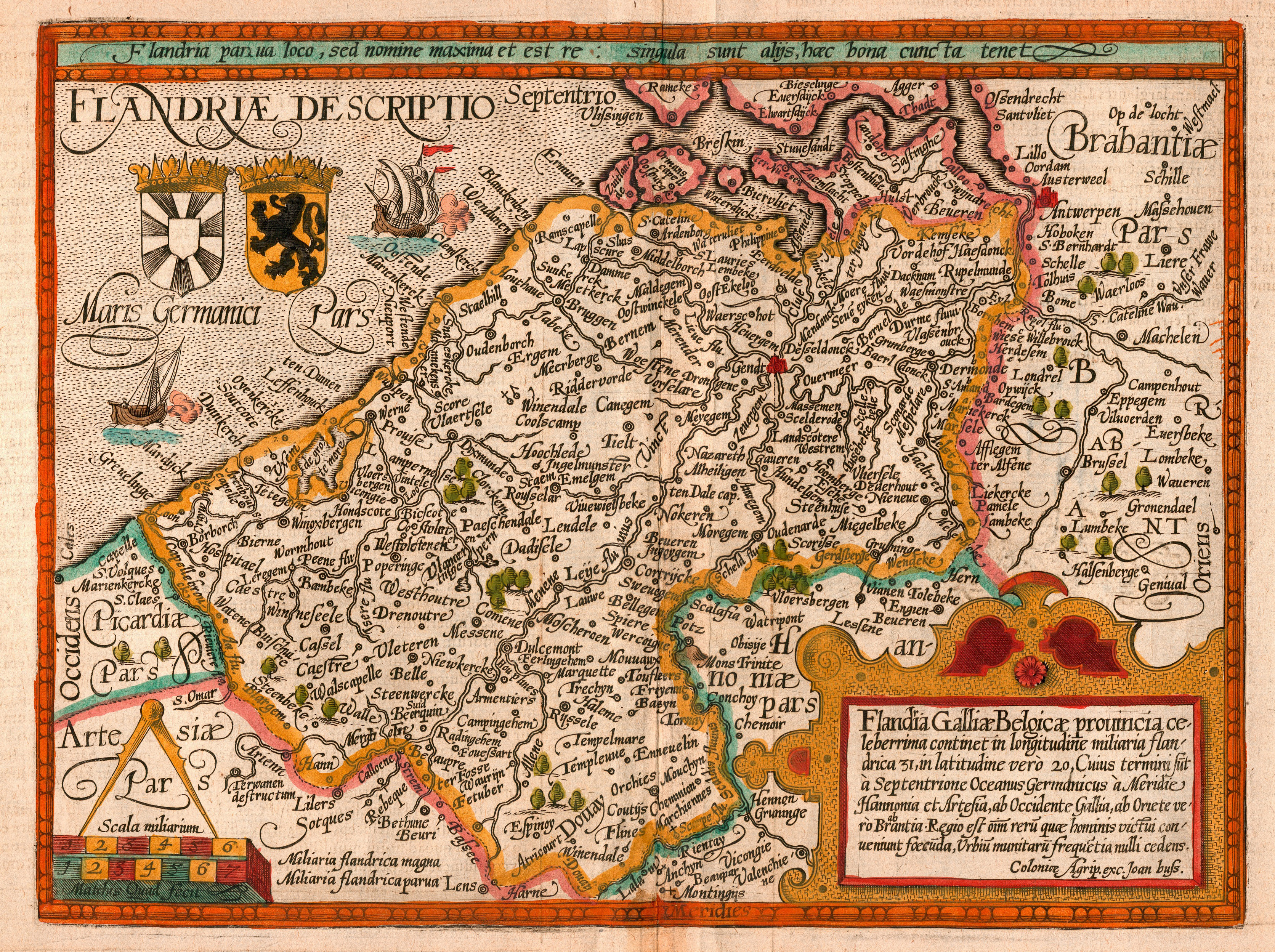
Карта Фландрии из атласа Европы

Иоганн Буссемахер (нем.  Johann Bussemacher; около 1580 — 1613) — немецкий гравёр, издатель, картограф.
Активно работал как гравёр, издатель, картограф в Кёльне с 1580 до 1613 года.
Среди его многочисленных работ, которые мастер подписывал «Jans. Busse», «J. Bussm.», «Jo Buss», «Johan Bussemec» и «I. Busem», несколько изображений святых, 13 гравюр, скопированных с «Подвигов Геракла» Генриха Альдегревера.
В 1592 году в Кёльне совместно с картографом и гравёром Маттиасом Кваден опубликовал атлас Европы. Известны его гравировка карт Московского государства, «Europae», «Natolia olim Asia Minor» (Турции с изображением Чёрного и Азовского морей) (1600) и др.